# Marià Pedrol i Balart
Marià Pedrol i Balart (Montblanc, Conca de Barberà, 1852 – Barcelona, Barcelonès, 1918) va ésser un farmacèutic propulsor del catalanisme a Montblanc. A partir del 1893, els catalanistes formats per Marià Pedrol donaren nova vida al Centre Montblanquí, que l'any 1898 es transformà en la societat El Foment. En l'àmbit nacional, i d'acord amb els propòsits de la Unió Catalanista, fou designat delegat a les Assemblees de Manresa (1892), Reus (1893), Balaguer (1894) i Olot (1895).